# Krk (ostrov)
Krk (italsky Veglia, latinsky Curicta) je chorvatský ostrov v Jaderském moři, v Kvarnerském zálivu. Jeho centrem je město stejnojmenného názvu. Administrativně ostrov spadá pod Přímořsko-gorskokotarskou župu. 

## Klimatické poměry
Ostrov má navzdory své zeměpisné šířce středomořské klima. Roční průměrná teplota zde činí 22,8°, přičemž průměrné hodnoty pro jednotlivé měsíce se pohybují od 9 °C v prosinci do 30° c v srpnu.

## Přírodní poměry

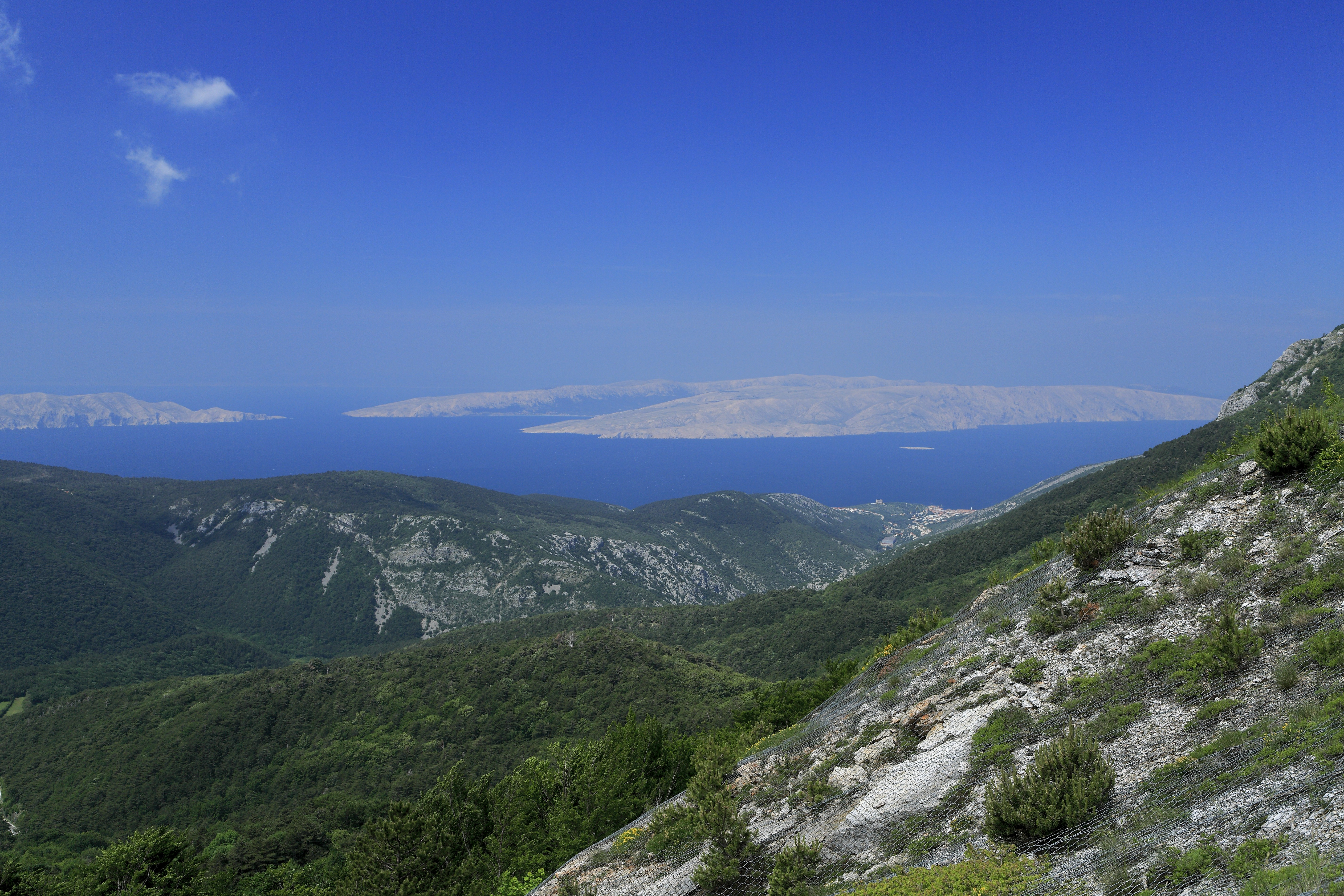
Pohled z průsmyku Vratnik na ostrově Krk směrem na jih.

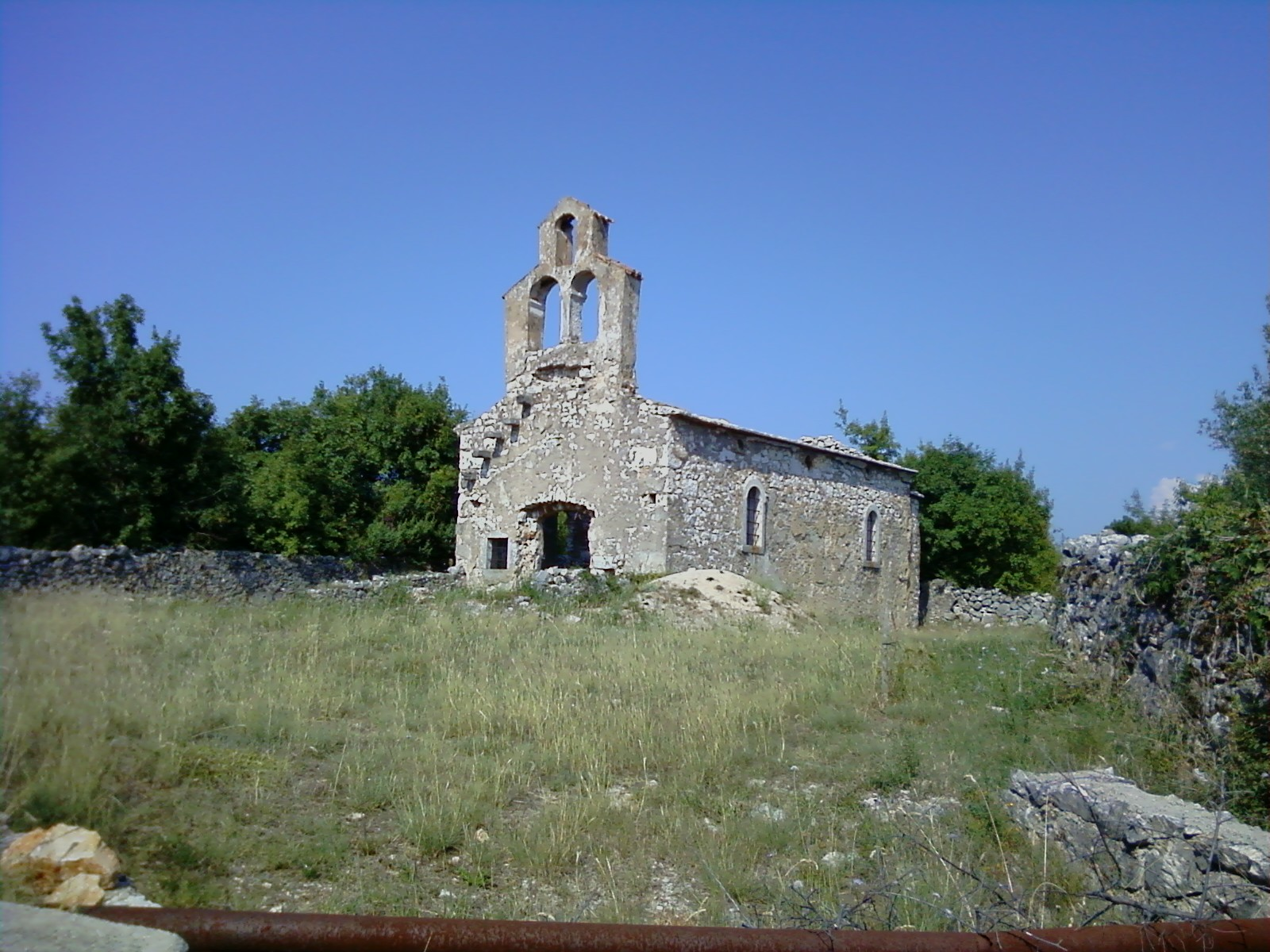
Pozůstatky ostrova v lokalitě Sužan na ostrově Krk.

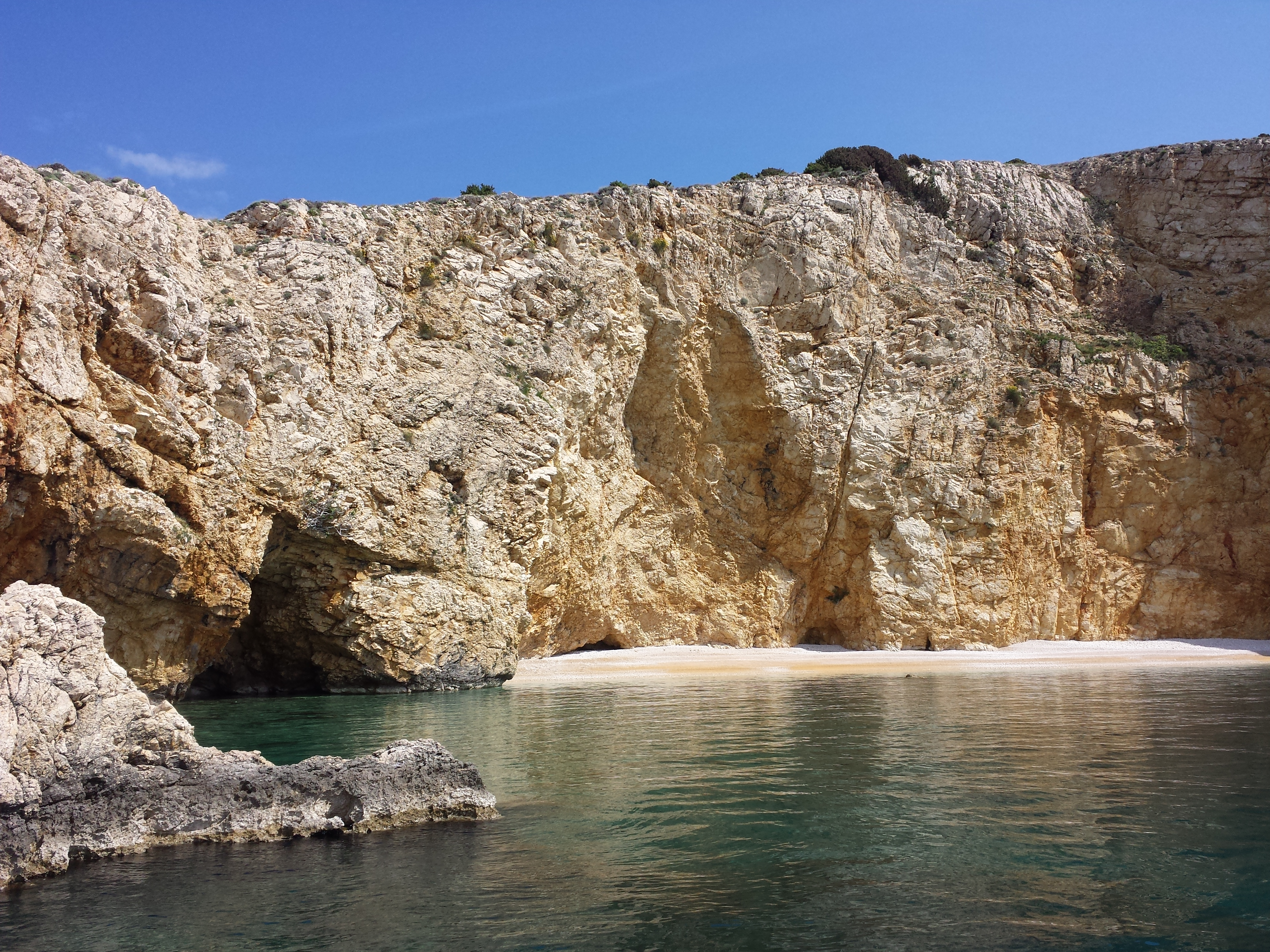
Jižní břeh Krku.

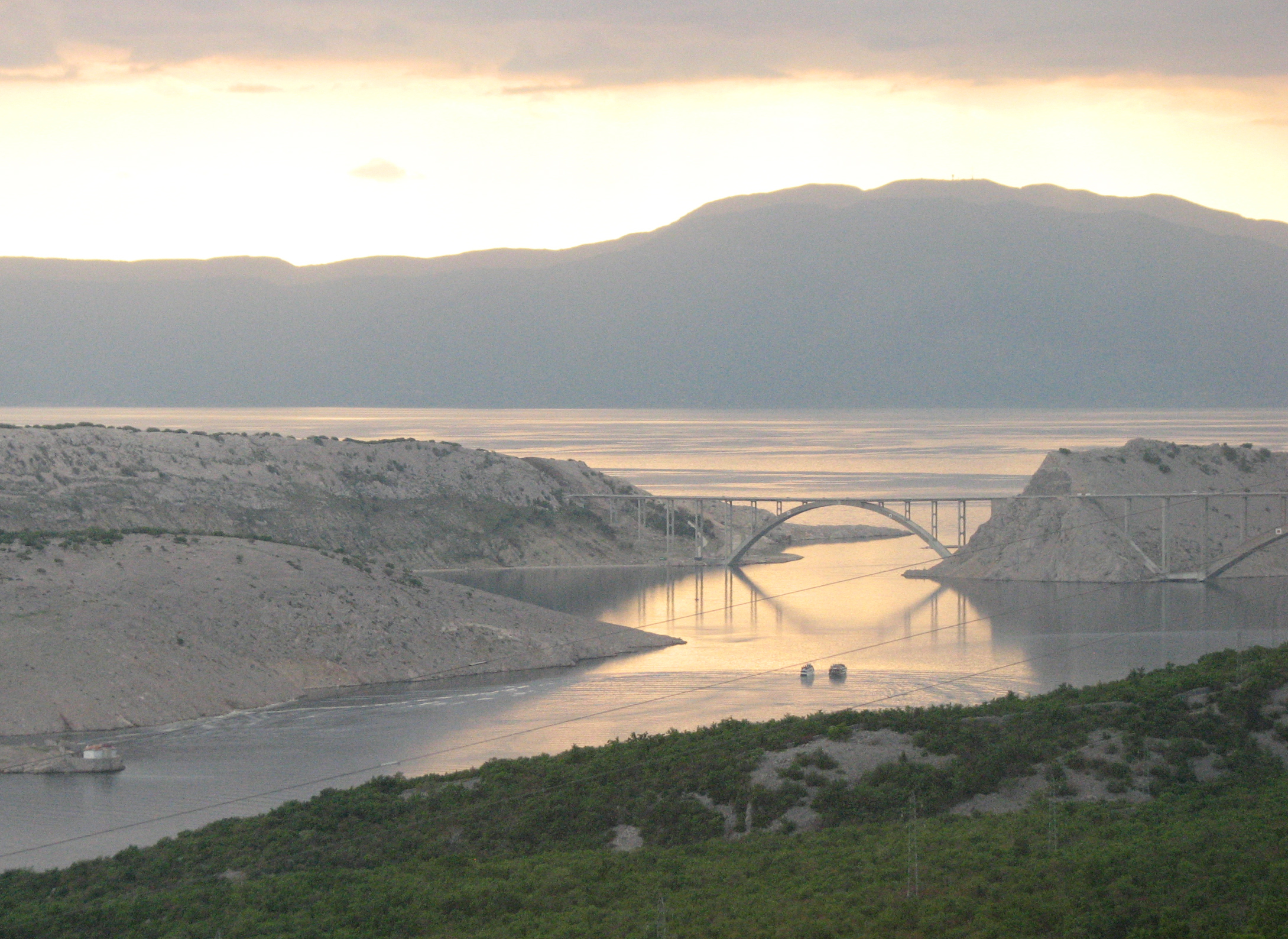
Most spojující Krk s chorvatskou pevninou.

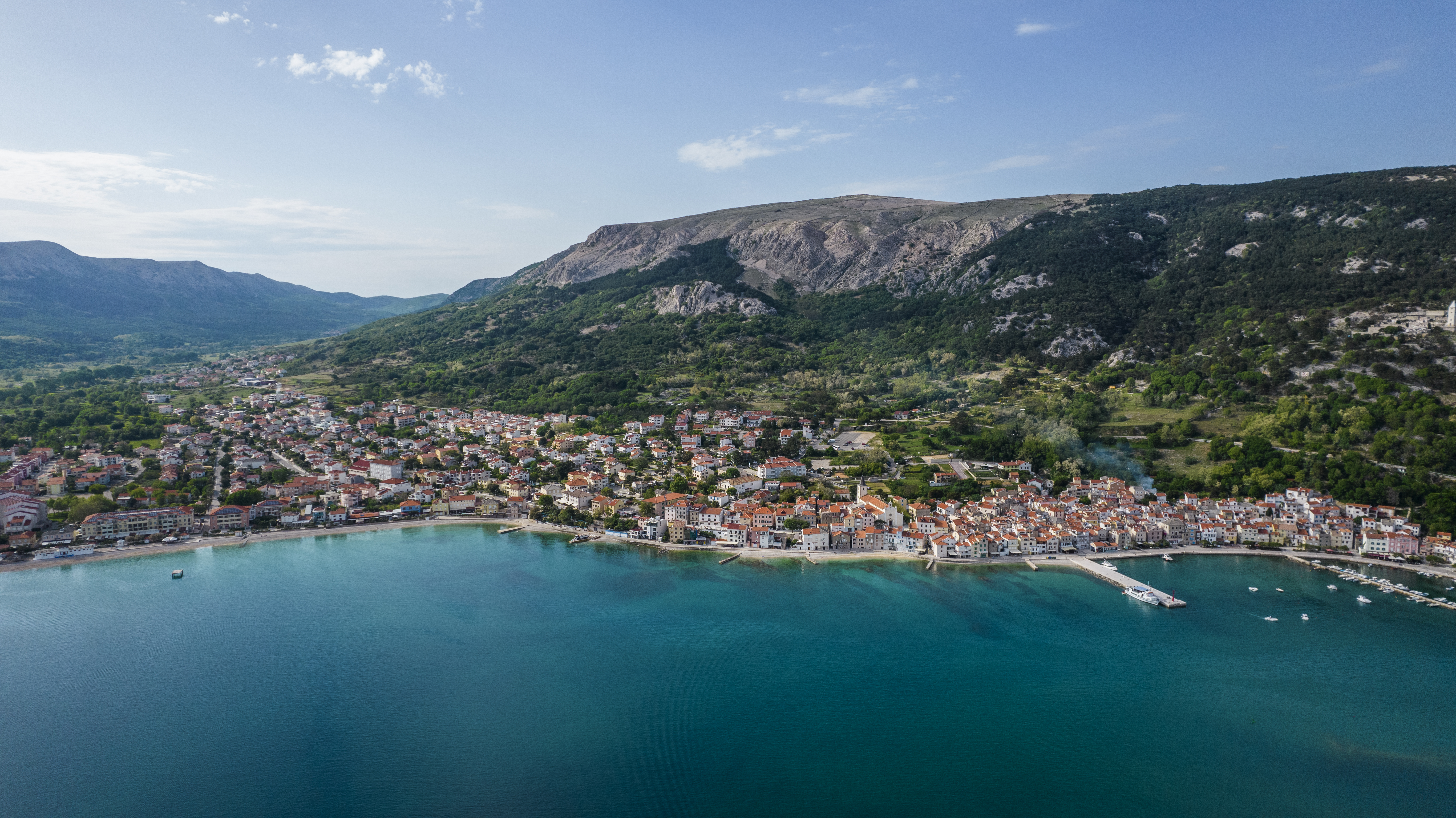
Letecký pohled na obec Baška.

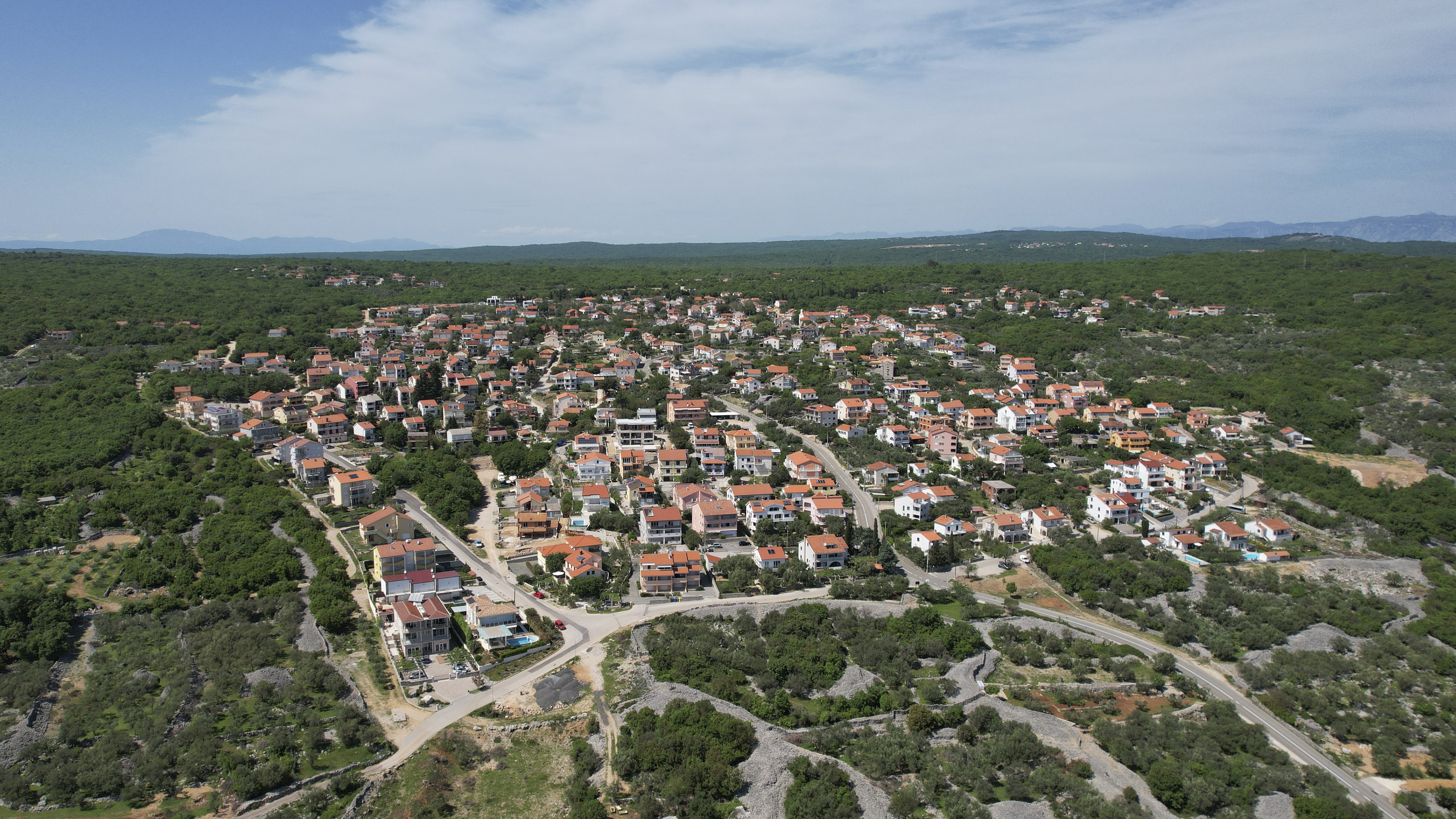
Vesnice Kornić.

Ostrov má rozlohu 405,8 km² a je největším ostrovem Jaderského moře (o 2 hektary větší než sousední Cres). Členité pobřeží s mnoha zálivy má délku 219 km. 
Jsou zde tři větší jezera: Jezero, Njivice a Ponikve. Má také několik zálivů. Nejznámějším z nich je (nejspíše) Puntarska draga u obce Punat u města Krk. Dalším významným potom jsou Soline na východním břehu ostrova. Ve své severní části (cca 2/3) je ostrov zalesněný), jižní kopce jsou naopak holé.
Nejvyšší hora Obzova v jižní části ostrova je vysoká 568 m n. m. Vedou na ni tři značené turistické cesty a je odsud dobrý výhled na ostrov Krk, Rab, Rijecký záliv i na pevninu. Jižní konec ostrova představuje mys Bracol, severní mys Šilo a východní u přístavu Velika Luka.
Směrem k Rijece k němu ještě přiléhá ostrov Sveti Marko s pevností Almis. Od pevniny je oddělen trojicí průlivů: Tihi kanal, Mala Vrata a Vinodolski kanal, které jsou v italských zdrojích označovány obecně jako kanál Maltempo.

## Obyvatelstvo
V roce 2011 zde žilo přes 19 200 obyvatel, což je nejvíce ze všech chorvatských ostrovů. Za 10 let vzrostl počet obyvatel o 8 %. 87,8 % z celkového počtu obyvatel se hlásí k Římskokatolické církvi.

## Historie

### Nejstarší období
Ostrov byl osídlen od pravěku, již v době neolitu. Nejstarší keramika nalezená v jeskyních na ostrovech Cres, Lošinj a Krk pochází z doby kolem roku 6000 př. n. l. a vyznačuje se výraznou výzdobou, která se prováděla obtiskáváním okrajů mušílí nebo jiných předmětů. Hladina moře byla tehdy zhruba o 15 metrů níže než v současnosti. Pozůstatky prehistorického osídlení se nalezly nedaleko vesnice Draga Bašćanska, pozůstatky z doby bronzové a doby železné potom u vesnic Malinska, Dobrinj, Vrbnik a Baška.
Prvními stálými osadníky, o kterých existují záznamy, byly ilyrské kmeny. Ti také dali ostrovu název (Kurik). Nejprve se zde usídlili Japudi. Později je vytlačili Liburni, kteří zdatně obchodovali v celém regionu. Nakonec jej převzali Římané, poté, co Liburny vypudili. Řecké zdroje se zmiňují o ostrovu pod názvem starořecky Κύριστα).
Římané ostrov dobyli v 1. století před Kristem a založili město Krk s názvem Curicum. O jeho existenci se zmiňuje římský dějepisec Marcus Annaeus Lucanus ve svém díle Farsalské pole. Během římské občanské války se v zátoce ostrova odehrála námořní bitva mezi Caesarovými a Pompeiovými vojsky. Dnes se na tomto místě nachází pamětní kaple. Římané ostrov také občas nazývali jako Zlatý ostrov. V blízkosti dnešní vesnice Njivice se dodnes nacházejí pozůstatky římské osady Fulfinium (dnes Omišalj), kde stál raně křesťanský církevní komplex. Dnešní město Krk, které mělo svého římského předchůdce, bylo bohatě opevněno. Také se zde nalezly pozůstatky římských lázní.

### Středověk
V 7. století ostrov zpustošili Avaři. Několikrát jej ohrozilo také chorvatské království. Po roce 812 byl ostrov připojen k Byzantské říši a začaly se stavět četné kostely. Za vlády císaře Konstantina VII. Porfyrogennéta byl znám pod názvem Vekla a tento byl později převzat Benátčany. V roce 1001 jej poprvé obsadili právě oni. Poté jej ztratili a znovu dobyli v roce 1118.
Od 1. poloviny 12. století do roku 1671 zde počínaje Dujamem I. Krčským († 1163) vládl chorvatský rod knížat Frankopanů. Toto příjmení ale přijali až v roce 1430, a do té doby byli známi jen jako Dujamové. Z Frankopanů vyniká Bartol VIII. (†1361) roku 1336 osvobodil moravského markraběte a pozdějšího českého krále Karla ze zajetí benátských pirátů, a tak navázal diplomatické styky, jejichž výsledkem bylo povolání chorvatských mnichů glagolášů k založení slovanského Emauzského kláštera v Praze.
Mezitím z hlediska kulturního zde došlo také k významnému rozvoji. Vznikl zde např. tzv. Vinodolský kodex, který je významnou chorvatskou památkou a který dokládá zvykové právo oblasti. Dochoval se v jednom opisu v hlaholici z 16. století. Právě hlaholice a církevně slovanské bohoslužby zde tradičně probíhaly až do doby, kdy bylo formálně potvrzeno i používání mateřského jazyka v bohoslužbách.
Krk se stal posledním ostrovem, který byl inkorporován do území Benátské republiky. Počet obyvatel ostrova v 18. století se pohyboval někde mezi deseti až osmi tisíci obyvateli.

### Moderní doba
V letech 1480–1797 byl ostrov majetkem Benátské republiky, poté ho získala Habsburská monarchie. Roku 1805 ostrov od Rakouského císařství získalo Francouzské císařství, které ho roku 1806 začlenilo do Italského království, načež byl ostrov v letech 1809-1813 součástí Ilyrských provincií. Poté došlo k obnově rakouské vlády a ostrov byl zpočátku součástí Dalmácie, od níž byl roku 1822 z administrativního hlediska oddělen a začleněn do Ilyrského království, které bylo spravováno centrálně z Vídně. 
Roku 1849 bylo Ilyrské království zrušeno a ostrov se stal součástí nové korunní země Rakouské přímoří. Od roku 1861 do roku 1918 byl ostrov součástí nově zřízené korunní zemi Markrabství Istrie, od roku 1867 existující v rámci Předlitavska. Ostrov měl obyvatelstvo, které mluvilo veglioštinou, dialektem dalmatštiny.

### 20. a 21. století
V roce 1900 bylo etnické složení ostrova následující: k chorvatské národnosti se přihlásilo 19 533 osob a 1543 potom k národnosti italské. Italové žili hlavně ve městě Krk a v několika málo vesnicích. Zatímco městské centrum Krku bylo tehdy zcela italské, ostatní sídla a venkov ostrova měly jasnou chorvatskou většinu.
Ještě za Rakousko-Uherska byla rozvíjena turistika v oblasti dnešní Bašky, s výrazným přičiněním pražského podnikatele Emila Geistlicha a zdejších českých mořských lázní. Nějakou dobu zde jako lékařka působila i Češka Zdeňka Čermáková.
V letech 1918–1920 byl ostrov okupován Itálií. Většinové neitalské obyvatelstvo nicméně tuto skutečnost neslo velmi těžce a kladlo odpor italské armádě. Nakonec se ostrov nicméně  stal součástí království Srbů, Chorvatů a Slovinců. Patřil mezi nejzápadnější výspy monarchie, neboť již nedaleký ostrov Cres patřil Itálii. Na počátku druhé světové války jej zabrala fašistická Itálie. V letech 1943-1945 byl Krk obsazen německými vojsky, po osvobození začleněn v rámci Chorvatska do SFRJ. Po roce 1945 začal exodus italského obyvatelstva, které z Krku téměř úplně zmizelo.
Po skončení konfliktu se začal rozvíjet turistický ruch. Výstavba nových rekreačních objektů nicméně nedostačovala poptávce, což vedlo k tomu, že se okolo ubytovávání rozbujel černý trh, resp. nelegální ubytovávání, kdy místní pronajímali prostory ve vlastních chatách nebo rodinných domech. V závěru 60. let 20. století bylo k dispozici jen 2500 lůžek na celém ostrově. Postaveny byly ale i některé luxusní objekty, například hotel Haludovo, který sloužil k rekreaci vysokých představitelů státu a dalších.
Napojení ostrova na pevninu mostem v roce 1980 a otevření mezinárodního letiště o zhruba dekádu dříve umožnilo ostrovu stát se plně integrální součástí chorvatského pobřeží Jaderského moře. Hospodářská úroveň ostrova v této době se začala blížit větším chorvatským městům, včetně metropole Záhřebu.

## Osídlení
Ze všech chorvatských ostrovů má Krk nejvíce sídel a to 68. Ostrov se tradičně dělí na sedm obcí:
- Krk – hospodářské a kulturní centrum ostrova s 6 243 obyvateli
- Omišalj, 2 998 obyvatel
- Malinska-Dubašnica, 2 726 obyvatel
- Punat, 1 876 obyvatel
- Baška, 1 554 obyvatel
- Vrbnik, 1 245 obyvatel
- Njivice, 1 115 obyvatel

## Fauna a flóra
Na ostrově roste asi 1300 různých druhů rostlin, včetně charakteristických druhů stromů, jako je dub cesmínovitý, dub pýřitý, habr obecný a habr východní.
Dosud bylo zaznamenáno více než 220 druhů ptáků. Ostrov slouží jako místo odpočinku pro četné migrující ptáky ze střední a severní Evropy. Některé druhy na ostrově dokonce zimují. Na jihovýchodních útesech hnízdí supi bělohlaví, a proto byl zhruba jeden kilometr široký pobřežní pás mezi Glavinou a Malou Lukou v roce 1969 vyhlášen ornitologickou rezervací.
Počet druhů savců, které se na ostrově vyskytují, je však poměrně malý a většina z nich byla na Krk zavlečena člověkem. Medvědi hnědí občas připlouvají na ostrov z pevniny přes Velebitský průliv, aby si zde vytvořili nové teritorium.
Podle studie publikované v roce 2015 je Krk ostrovem s největším výskytem motýlů v oblasti Dalmácie. Napočítáno bylo 104 druhů.

## Kultura

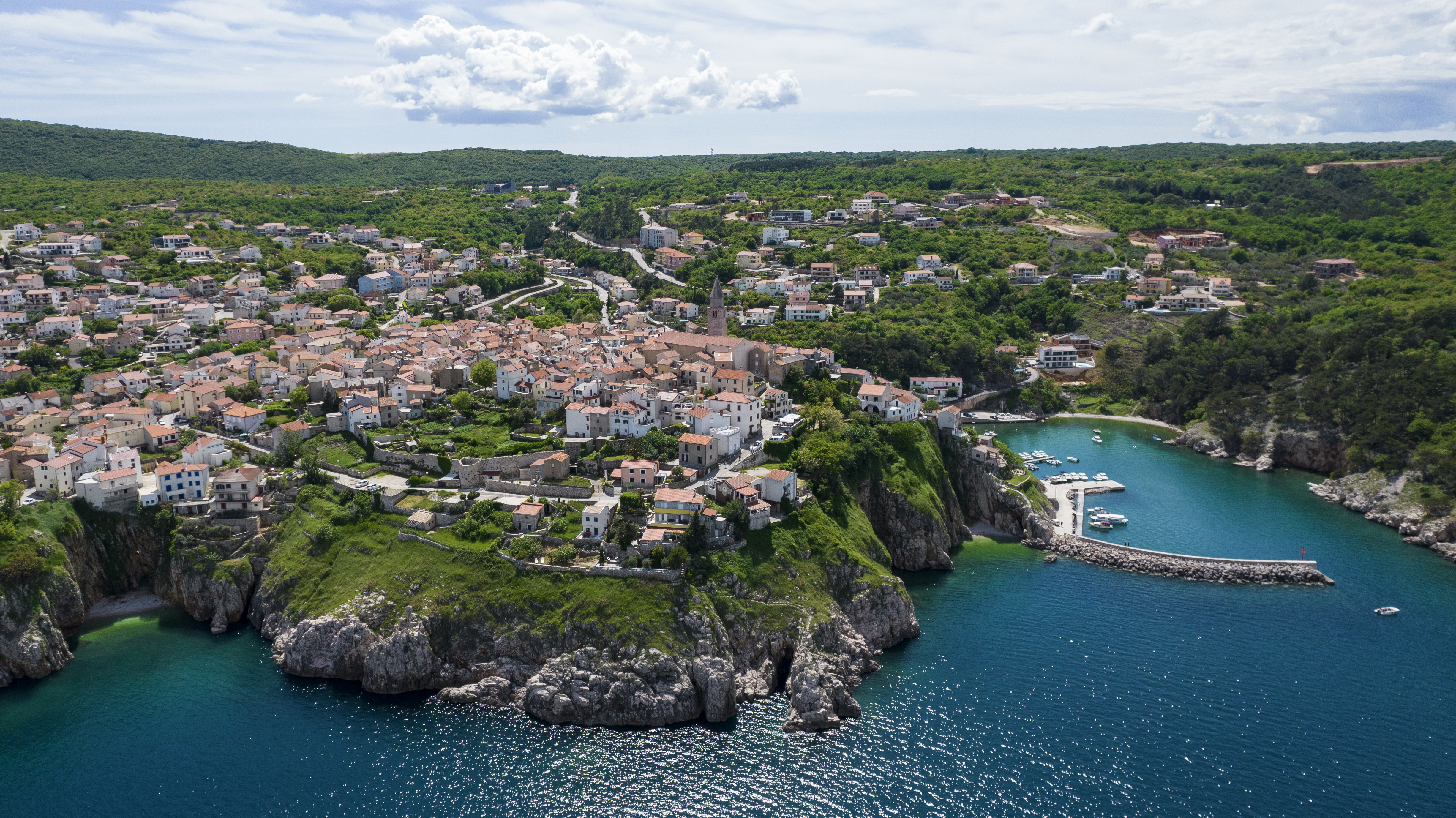
Letecký pohled na Vrbnik.

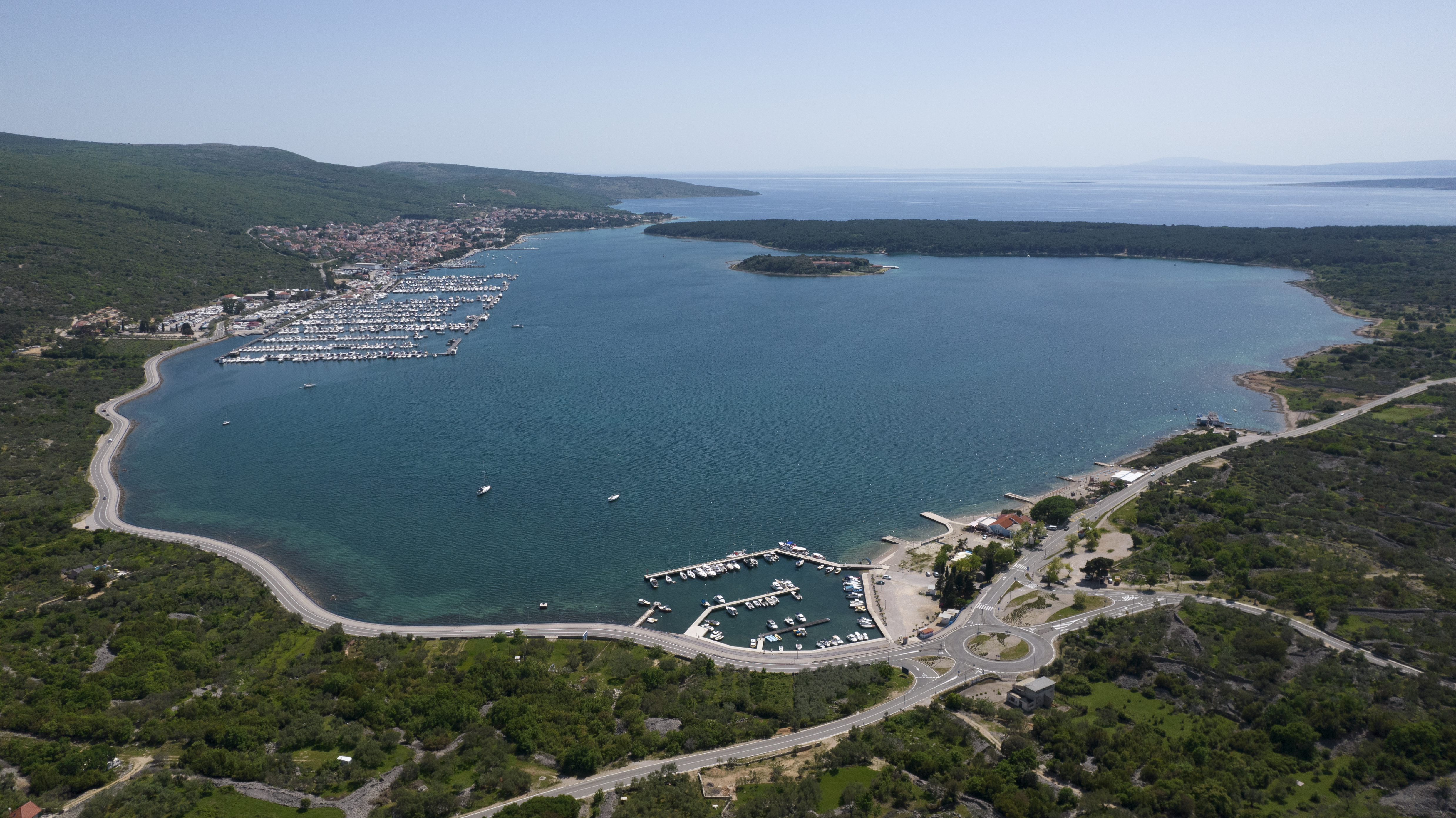
Záliv Puntarska draga

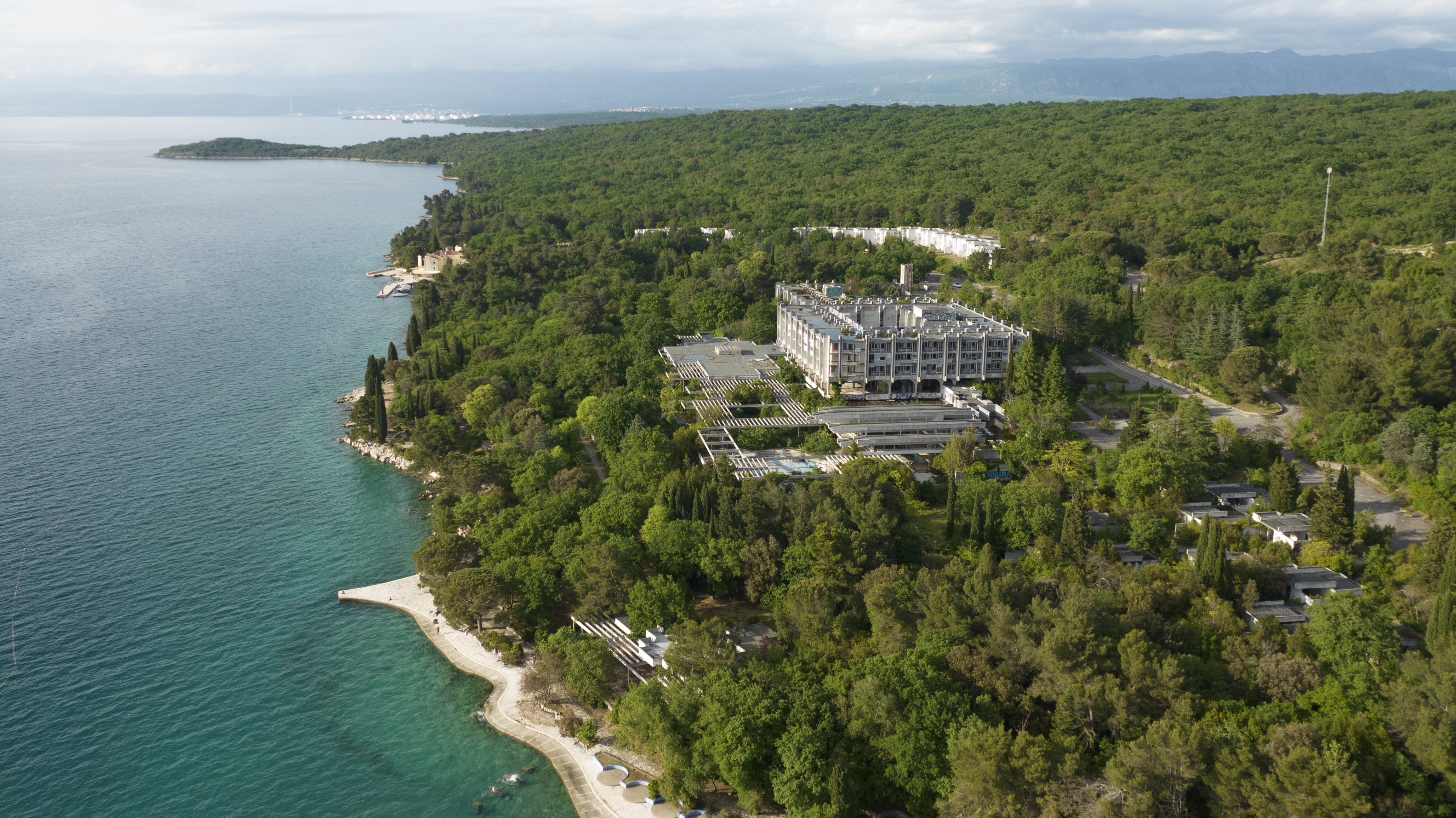
Opuštěný hotel Haludovo.

Tradičním hudebním nástrojem je sopila a hraje se na ni vždy ve dvojicích v kostele a na folklorních festivalech.
Mezi místní pamětihodnosti patří např.: Bašská deska, která je původem z roku 1100 a je sepsaná v hlaholici, dále kostel svaté Lucie v Jurandvoru, kde byla uvedená deska nalezena, dále Krcká katedrála zasvěcená Panně Marii a silniční most směřující na pevninu, který byl dán do provozu v roce 1980 a byl ve své době rekordmanem v tehdejší Jugoslávii.
Ostrov je rovněž rozmanitý i z hlediska jazykového. Kromě historicky přítomné hlaholice a církevní slovanštiny zde byla zastoupena také italština u italsky mluvícího obyvatelstva a již zmíněná dalmatština a istro-románština. Poslední dva jazyky postupem času nicméně vymřely. V současné době se zde mluví chorvatsky, a to čakavštinou, která je nicméně ovlivněná italštinou a staršími jazyky a odlišuje se od standardní štokavské, resp. jekavské podoby jazyka.

## Ekonomika a turistika

### Průmysl
Pro ekonomiku je důležitá místní ropná rafinerie. V rámci ní se nachází zásobníky na zemní plyn a ropu. Součástí areálu je potom terminál na zkapalněný zemní plyn, který byl předán do užívání v roce 2021. Měl by být do budoucna ještě rozšiřován.
Ostrov má úspěšný projekt na rozvoj vzdělanosti v oblasti nakládání s odpady, velkou část odpadů recykluje a jen velmi malé množství se jich zde produkuje.

### Zemědělství
U vesnice Garica se rozkládá kamenolom. Zemědělské využití krajiny je velmi nízké, až zanedbatelné. Výjimkou je nicméně vinařství. Místní region (označovaný v chorvatštině jako Krčko vinogorje) má dané své zastoupení v chorvatské kultuře výroby vína. Nejpopulárnější odruda vína je Žlahtina. Ještě se tu také pěstují ve velkém olivy.
V roce 2015 udělila Evropská unie krčské šunce (chorvatsky Krčki pršut) značku Chráněné zeměpisné označení (CHZO). Obdobně je chráněn i místní panenský olivový olej.

### Turistický ruch
Nezastupitelnou úlohu má nicméně především turistický ruch. V součanosti 35 % veškerého turistického ruchu Kvarnerského zálivu připadá na ostrov Krk. Již po druhé světové válce se lokalita stala oblíbená pro zahraniční návštěvníky z Rakouska a bývalého západního Německa. K nim po roce 1989 a po skončení války přibyli také občané zemí bývalého východního bloku, včetně Česka. Mezi oblíbená turistická letoviska patří například Njivice, která se nachází na severozápadním pobřeží ostrova Krk, přibližně 6 kilometrů od městečka Omišalj. Trvale zde žije asi 1200 obyvatel, letovisko je asi 1,5 km dlouhé a 600 metrů široké.
Na ostrově je veden značný počet turistických tras a také cyklotras/cyklostezek. Místní část pro trasu Camino de Santiago (sv. Jakuba) vede z místní katedrály okolo celého ostrova.
Jeskyně Biserujka, která se nachází v severní části ostrova, nedaleko vesnice Rudina, v obci Dobrinj, představuje jednu z hlavních turistických atrakcí ostrova.
V roce 2023 zde do začátku měsíce listopadu bylo uskutečněno 5 milionů přenocování.

## Doprava
Od roku 1980 je s pevninou spojen silničním mostem (chorvatsky Krčki most) dlouhým 1430 m. Hlavní silniční komunikací, která je po ostrově vedena, je Silnice D102 a Silnice D104. Komunikace nedostačuje velkému množství dopravy, které v letních měsících dosahuje dvojnásobné intenzity oproti zimním. Na ostrově je zamýšlena výstavba nové komunikace, neoficiálně označované jako Modrá magistrála.
Na severu ostrova u městečka Omišalj je od roku 1970 mezinárodní letiště Rijeka.
Všechna větší přímořská města mají svůj vlastní přístav, nicméně z žádného z těchto měst nevyplouvají žádné trajektové linky. Poslední byla zrušena roku 2008, vedla na ostrov Rab.

## Osobnosti
- V sanatoriu na ostrově Krk se léčil básník Jiří Wolker.

## Zajímavosti
Fiktivní ostrov Everon ve hře Operace Flashpoint byl založen na ostrově Krk.

## Fotogalerie

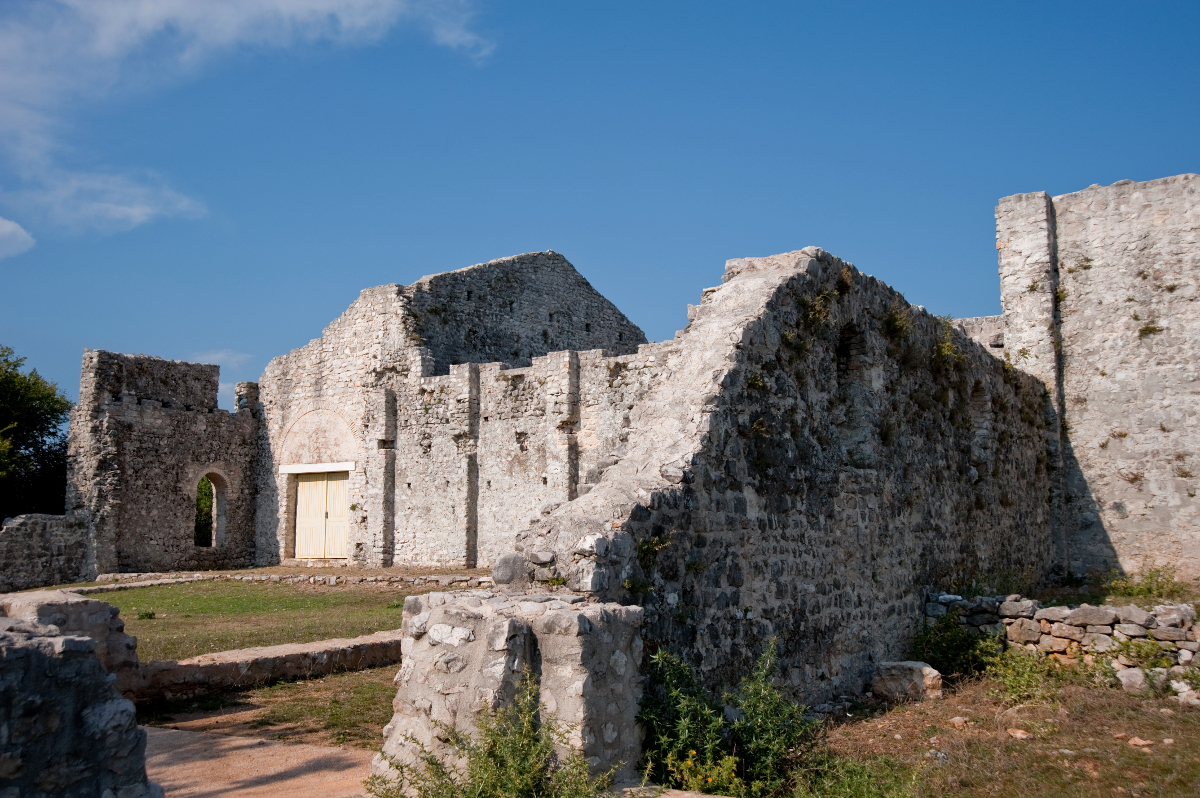
raně křesťanský kostel Mirine
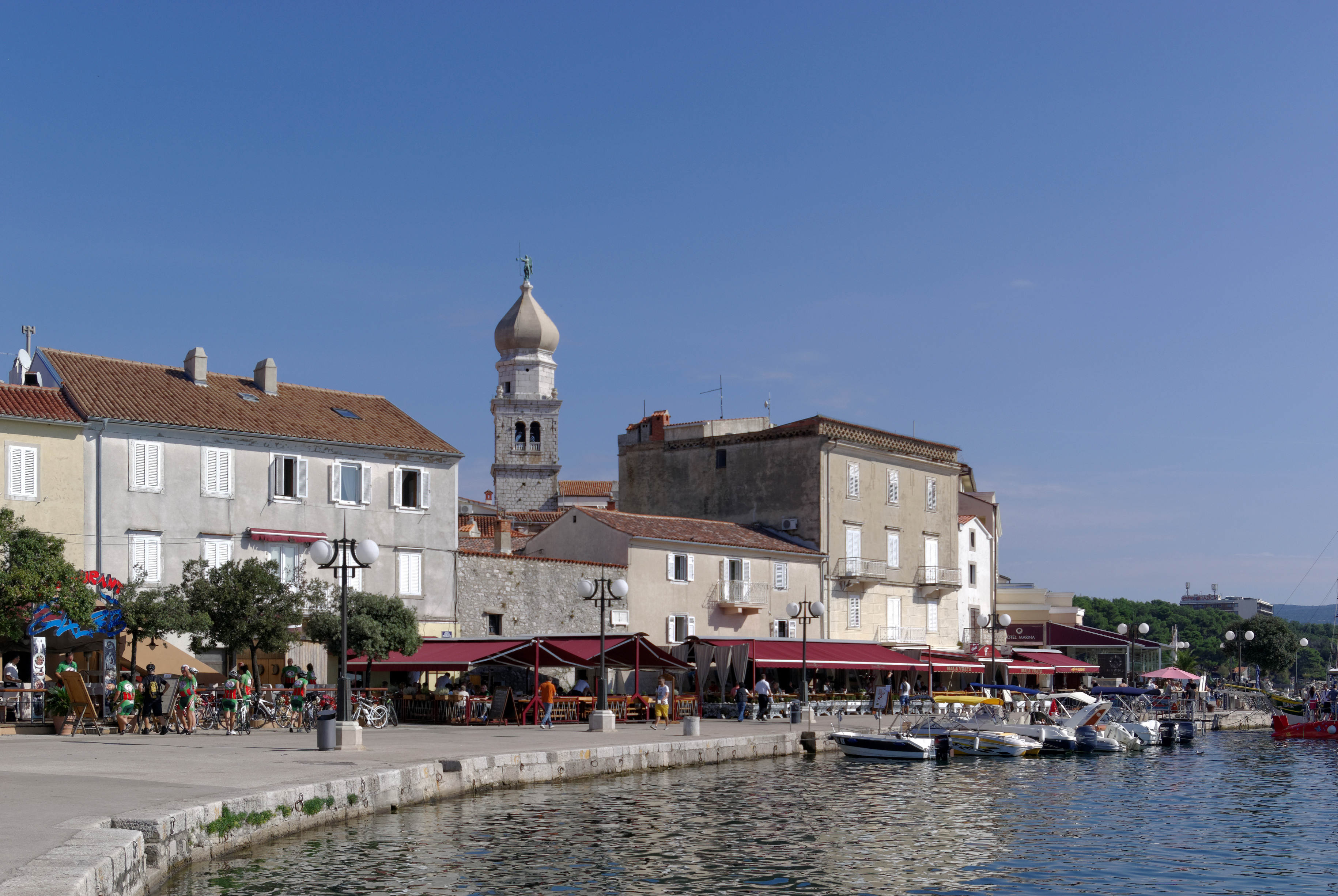
Přístav ve městě Krk
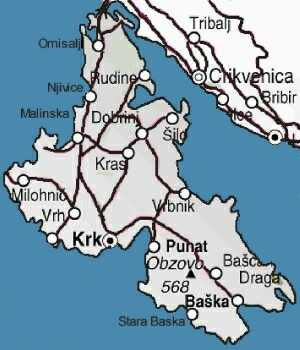
Mapa ostrova